# Élection libre de 1697
L'élection royale polono-lituanienne de 1697 vise à décider du nouveau candidat au trône polono-lituanien après la mort de Jean III Sobieski. 

## Contexte
Le 17 juin 1696, le roi Jean III Sobieski meurt dans son palais de Wilanów, près de Varsovie, ce qui laisse la République des Deux Nations sans monarque.

## Déroulement

Situation de la Pologne et de ses voisins vers 1700.

L'un des candidats au trône de Pologne était le duc d'Oława (en Basse-Silésie) et fils du défunt roi, Jacques Louis Sobieski. Ce dernier est initialement soutenu par le Royaume de France et l'Empire suédois. Parmi ses partisans se trouvent également des membres de la szlachta de Grande-Pologne, de Petite-Pologne, ainsi que l'évêque de Cujavie, Stanisław Dąmbski (en). Jacques Louis Sobieski, cependant, ne s'entendait pas avec sa mère, d'origine française, Marie Casimire Louise de La Grange d'Arquien. La mère et son fils se disputèrent au sujet des biens de Jean III Sobieski, et en conséquence, Jacques Louis perdit le soutien de la noblesse polonaise.

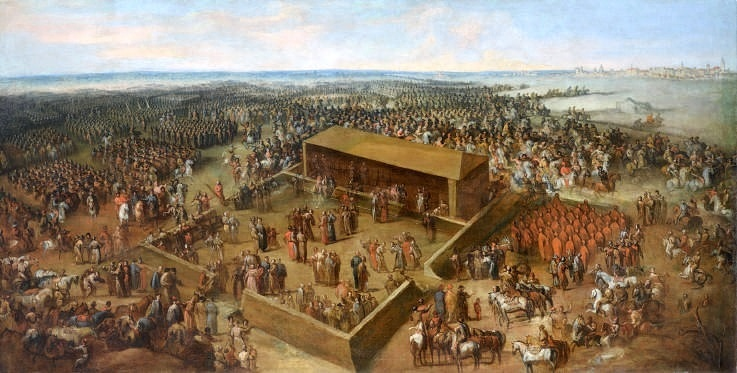
Élection d'Auguste II le Fort à Wola, près de Varsovie (1697). Peinture de Jean-Pierre Norblin de La Gourdaine.

Un autre candidat, l'électeur de Saxe Auguste II le Fort, était soutenu par l'influent et puissant empereur Léopold Ier. Pour gagner le soutien des Polonais catholiques et conservateurs, Auguste décide de se convertir au catholicisme. La conversion a lieu à Vienne, le 2 juin 1697, et cette décision valut à Frédéric le soutien du pape Innocent XII.
Le principal opposant à l'électeur saxon était François Louis, prince de Conti, soutenu par le roi Louis XIV de France. Il peut compter sur le soutien de plusieurs magnats polonais et lituaniens, dont beaucoup ont été soudoyés par l'envoyé français, Melchior de Polignac. Le 24 octobre 1696, le primat de Pologne Michał Stefan Radziejowski, qui soutenait auparavant Jacques Louis Sobieski, change de camp et déclare son soutien à François Louis. Comme Radziejowski était à cette époque l'interrex, sa décision attira la noblesse, qui le suivit.
Néanmoins, le rôle clé dans les élections à venir est tenu par le tsarat de Russie, l'allié de la Pologne dans la guerre en cours contre l'Empire ottoman (la Grande Guerre turque). Les Russes soutiennent en effet Auguste, qui avait déclaré auparavant qu'il continuerait la guerre et qui avait commandé en 1695-1696 l'armée austro-saxonne lors de sa campagne hongroise. L'élection de François Louis signifiait la fin rapide de la guerre polono-ottomane et la possibilité d'un conflit polono-russe. Les Russes, bien conscients de ce danger, envoyèrent d'importantes sommes d'argent à la République des Deux Nations, essayant de gagner le soutien de la noblesse polono-lituanienne.
L'élection a lieu à Wola, près de Varsovie, le 27 juin 1697. Grâce au soutien populaire, François Louis, prince de Conti, est élu roi. Cette décision est immédiatement contestée par Auguste le Fort, qui se déclare nouveau monarque. Le troisième candidat, Jacques Louis Sobieski, exprime son soutien à Conti.

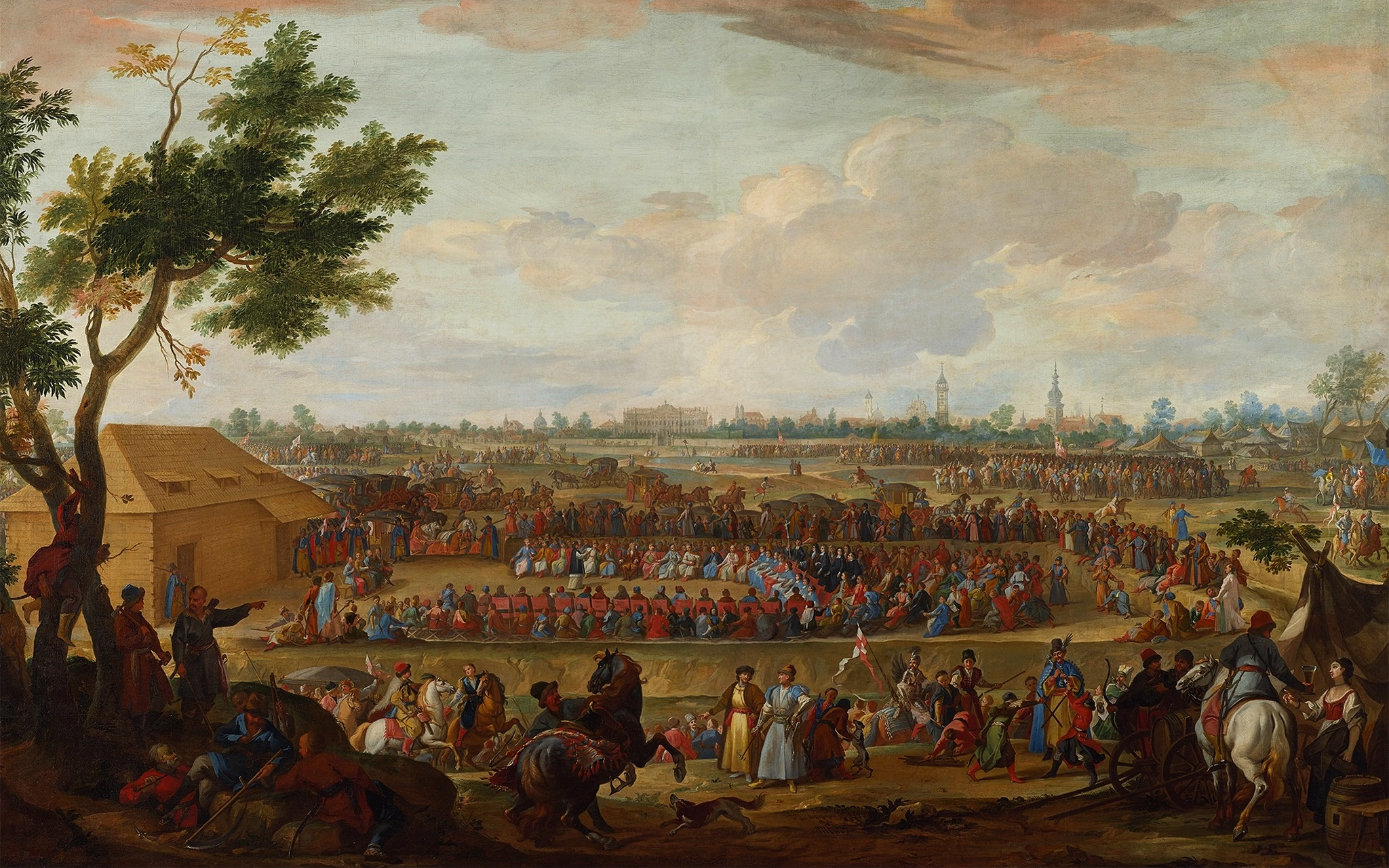
La Diète électorale de 1697.

Le 27 juillet 1697, Auguste, soutenu par la Russie, l'Autriche et le Brandebourg-Prusse, franchit la frontière polonaise près de Czeladź en Petite-Pologne. Il marche vers Cracovie, mais n'est pas autorisé à entrer dans l'ancienne capitale, car le staroste de Cracovie, Franciszek Wielopolski, lui-même partisan de Conti, l'en empêche. L'impasse a été rapidement résolue après que Wielopolski ait accepté un pot-de-vin, mais un autre problème apparaît. Selon la loi polonaise, le couronnement dans la cathédrale du Wawel devait être effectué uniquement avec les insignes royaux, conservés dans le Trésor du Wawel. la porte du Trésor était protégée par huit serrures, qui s'ouvraient avec huit clés, lesquelles étaient détenues par huit sénateurs, dont six soutenaient Conti. Auguste II et son entourage décident alors de percer un trou dans le mur du Trésor, laissant la porte intacte.
Le 15 septembre 1697, Auguste signe la Pacta Conventa et est couronné nouveau roi de Pologne, sous le nom d'Auguste II, par l'évêque de Cujavie, Stanisław Dąmbski. Le primat Radziejowski refuse de reconnaître son couronnement, déclarant que Conti était le monarque légitime. Radziejowski proclame alors le Rokosz dit de Łowicz, qui rassemble les partisans du Français. Conti lui-même arrive au port de Gdańsk le 26 septembre 1697, avec une escadre de six navires commandée par Jean Bart. La Russie concentrant son armée près de la frontière lituanienne, le risque d'un conflit international était réel. La situation fut résolue sans intervention étrangère, puisque le 9 novembre, l'attaque des troupes fidèles à Auguste força Conti à abandonner son quartier général d'Oliwa et à quitter la Pologne. Le 12 décembre 1697, Conti rentre en France.
Le primat Radziejowski refusera de reconnaître Auguste jusqu'au printemps 1698, lorsqu'il reçut une importante somme d'argent et se vit promettre un poste au gouvernement.